# Renán Elías
Renán Elías Olivera (Ica, Perú, 2 de febrero de 1915 - Tumbes, 1941). Aviador peruano que combatió durante el conflicto entre Perú y Ecuador en 1941.

## Biografía
El capitán Elías fue el tercero de los siete hijos de Óscar Elías Toledo y de Leonor Olivera Martínez, conforme consta en su partida de nacimiento, pues no tenía partida de bautismo ya que nunca fue bautizado por cuanto su padre era ateo y no admitía ninguno de los sacramentos católicos.
Sus estudios los realizó en el Centenario Colegio Nacional "San Luis Gonzaga" de Ica Ingreso al Cuerpo Aeronáutico del Perú el 9 de marzo de 1935, apenas cumplidos sus veinte años de edad.
Como cadete, se adaptó rápidamente al régimen severo de la Escuela destacándose también en sus estudios, lo que valió salir segundo en el Cuadro de Mérito de su promoción. Se destacó también en el deporte, consiguiendo batir el récord en la especialidad de Lanzamiento de Bala con una marca de 11.40 m. Y, en 1983, ocupó el primer puesto en el Lanzamiento de Disco con la marca de 31.83 m.
El año académico de 1938 culminó con la formación de doce nuevos Alféreces de Aeronáutica, que integraron la Promisión "Comandante CAP José L. Raguz" en el siguiente orden de mérito: César Lynch Cordero, Renán Elías Olivera, Jaime Cayo Murillo, Jorge Soldi Le Bihan, Alberto Peña Higginson, Ángel Brusco Pérez, José Quiñónez Gonzáles (Héroe Nacional), Nicanor Retes Meléndez, José Sánchez Navarrete, Rafael León de la Fuente, Jorge Morzan Arrarte y Carlos Márquez Guevara.
Apenas terminados sus estudios en la Escuela de Aviación "Jorge Chávez" y egresado como Alférez CAP, fue nombrado para prestar servicios en la Base Aérea Capitán Guillermo Protzel de Vitor, Arequipa. Posteriormente, fue nombrado para servir en el XXI Escuadrón de caza en la Base Aérea "Teniente Coronel Pedro Ruiz Gallo" de Chiclayo, donde es asignado como piloto de la 41 Escuadrilla. Fue en esas circunstancias que, ante la clarinada que movilizó a nuestras fuerzas terrestres hacia la frontera Norte, la Aviación se apresta a repeler a las tropas ecuatorianas que habían iniciado una serie escalonada de invasiones en las islas Matapalo y Noblecilla, generándose una reacción en el Gobierno Peruano, que dio las disposiciones del caso para detener y salvaguardar nuestro patrimonio territorial.
El comando del cuerpo Aeronáutico del Perú dispuso que el 6 de julio de 1941 la 41 Escuadrilla se trasladase a Tumbes el mismo día que llegaron pilotando los aviones de caza North-American 50. el destino quiso que le tocara al Teniente Renan Elías el alto honor de cumplir la primera misión aérea en el conflicto que había sido iniciado por el Ecuador.
El 7 de julio participó en una segunda misión de interceptación, la cual tenía por objeto atacar aviones enemigos que se encontraban sobrevolando territorio peruano. Renan Elías, al igual que los miembros de su Escuadrilla, había salido pilotando sus aeronaves, plenos de valor y patriotismo. 

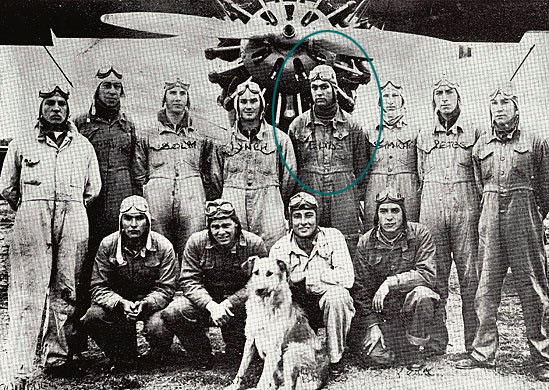

Cuando estuvieron convencidos de que los cielos peruanos sobre la frontera Norte estaban limpios y que solo se oía el ronroneo de los poderosos montes de los famosos "Toritos" de la 41 Escuadrilla, iniciaron el retorno a su base. Sin embargo, el Teniente CAP Renán Elías Olivera reportó que una bomba se había trabado y solicitaba permiso para intentar soltarla en el mar y poder aterrizar con seguridad. Desgraciadamente, segundos después, su avión el NA-50-XX1-41-2 explotaba inexplicablemente frente a las playas de Tumbes, cayendo al mar y desapareciendo en sus aguas. Sus restos nunca fueron encontrados.
Como homenaje póstumo, fue ascendido al rango de Capitán de Aeronáutica en mérito a la decisión, patriotismo, valor y eficiencia con que cumplió todas las misiones que se le encomendaron durante el conflicto con Ecuador.
El grupo Aéreo N° 9 en Pisco ha sido denominado Aeropuerto Capitán FAP Renán Elías Olivera como homenaje a este héroe iqueño.
En la ciudad de Chiclayo, una institución educativa FAP, lleva su nombre: I.E. FAP Renán Elías Olivera.
En Ica también una grande y hermosa pileta lleva el nombre de "Renán Elías Olivera" y se inauguró el 13 de junio de 2009. Esta obra se levanta en la entrada de la ciudad de ICA, ha sido edificada en su honor y presentada por la Asociación Universidad Privada San Juan Bautista filial ICA.